# Нова планета мајмуна: Краљевство
Нова планета мајмуна: Краљевство (енгл. Kingdom of the Planet of the Apes) је амерички научнофантастично-акциони филм из 2024. године, режисера Веса Бола, према сценарију који су написали Џош Фридман, Рик Џафа, Аманда Силвер и Патрик Ајсон. Наставак је филма Планета мајмуна: Рат (2017) и четврто је остварење у рибут серијалу Планета мајмуна. Главне улоге у филму тумаче Овен Тиг, Фреја Алан, Кевин Дјуранд, Питер Мејкон и Вилијам Х. Мејси. Прича је смештена 300 година након догађаја из претходног филма и прати Ноу, младу шимпанзу који креће на путовање заједно са Меј, људском женом, како би одредио будућност и мајмуна и људи.
Развој филма почео је у априлу 2019, након што је Disney преузео 20th Century Fox, а Бол је најављен као редитељ и сценариста у децембру те године. Већи део сценарија је написан 2020. током пандемије ковида 19, а кастинг је почео у јуну 2022. године. Тиг је добио главну улогу тог августа, а наслов филма и остатак глумачке поставе су откривени у наредним месецима. Снимање је почело у октобру 2022. у Сиднеју, а завршено је у фебруару 2023. године.
Филм је премијерно приказан 2. маја 2024. у Лос Анђелесу, док је у америчким биоскопима објављен 10. маја исте године. Наишао је на углавном позитивне реакције критичара, који су нарочито похвалили режију, акционе сцене, визуелне ефекте и глуму, али су неки критиковали темпо филма.

## Радња
Много генерација након Цезарове смрти, мајмуни су основали бројне кланове, док су људи постали примитивнији и неспособни да говоре. Ноа, млади шимпанза из клана који се бави соколарством, припрема се за церемонију пунолетства скупљајући јаја дивљих орлова са својим пријатељима Анајом и Суном. Међутим, један човек прати Ноу кући и нехотице му разбије јаје током туче пре него што побегне. Док тражи заменско јаје, Ноа наилази на групу мајмунских јуришника који користе електрично оружје. Док се Ноа крије од њих, мајмуни прате његовог коња назад до његовог клана. Ноа жури кући, где затиче његово село како гори; генерал горила Силва убија Ноиног оца, Короа, пре него што баци Ноу са високе платформе.
Ноа се буди и открива да су мајмуни из његовог клана отети. Он сахрањује Короа и креће да спаси свој клан. Нои се придружује Рака, орангутан који му прича о Цезаровим учењима. Мајмуни примећују да их прати људска жена; Рака јој нуди храну и ћебе, дајући јој име Нова. Када њих троје наиђу на групу дивљих људи, Силвини мајмуни их изненада нападају. Ноа и Рака спасавају Нову која се, на њихово изненађење, показује интелигентна и способном да говори. Она открива да се зове Меј и да су јуришници одвели Ноин клан у насеље на обали испред старог људског трезора. Док прелазе мост на путу до насеља, Силва их хвата у заседи. У борби која је уследила, Рака спасава Меј од утапања, али га брзаци однесу. Ноа и Меј су ухваћени и одведени у насеље мајмуна.
Ноа се поново уједињује са својим кланом и упознаје се са краљем мајмуна, Проксимом Цезаром. Проксим је поробио друге кланове, присиљавајући их да раде на отварању трезора како би могао да приступи људској технологији закључаној унутра. Проксим позива Ноу на вечеру са Меј и Тревејтаном, још једним људским затвореником који може да говори, и који подучава Проксима о старом људском свету. Проксим верује да би Ноина интелигенција могла да помогне у отварању трезора и упозорава га да Меј има сопствени план. Ноа се суочава са Меј, захтевајући истину у замену за његову помоћ. Меј открива да зна за скривени улаз у трезор, као и да тражи књигу која би могла да човечанство поново подучи говору. Ноа пристаје да јој помогне да уђе и уништи трезор. Ноа, Меј, Суна и Анаја тајно постављају експлозив око морских зидина који штите насеље. Тревејтан их хвата на делу и намерава да упозори Проксима, али Меј га насмрт задави.
Група улази у трезор, проналазећи залиху оружја и Мејину „књигу”, која је заправо кључ за дешифровање сателита. Мајмуни откривају старе дечије сликовнице које приказују људе као некада доминантну врсту и мајмуне у кавезима у зоолошком врту. Док група излази из бункера, суочавају се са Проксимом и његовим племеном. Муња, један од Проксимусових поручника, прети да ће убити Суну, али Меј га убија пиштољем и активира експлозив, преплављујући бункер са мајмунима унутра. Меј бежи из насеља док се мајмуни пењу на више тло кроз бункер. Ноу прогони Силва, који га хвата у замку и оставља да се удави. Ноа бежи из бункера, али га напада Проксим. Ноа предводи свој клан у позивању њихових орлова да нападну Проксима и он пада са литице у море.
Док се Ноин клан враћа да поново изгради свој дом, Меј стиже да се опрости од Ное. Она објашњава да је уништила бункер да би спречила мајмуне да приступе његовом оружју. Ноа и Меј се питају да ли мајмуни и људи могу мирно коегзистирати, с обзиром на њихове разлике. Док Ноа води Суну да погледа кроз телескоп који је пронашао на свом путовању, Меј путује у људско насеље у сателитској бази. Меј доноси кључ за дешифровање, омогућавајући им да поново активирају сателите и успешно контактирају друге интелигентне људе широм света.

## Улоге
| Глумац                   | Улога         |
| ------------------------ | ------------- |
| Овен Тиг                 | Ноа           |
| Фреја Алан               | Меј           |
| Кевин Дјуранд            | Проксим Цезар |
| Питер Мејкон             | Рака          |
| Вилијам Х. Мејси         | Тревејтан     |
| Травис Џефри             | Анаја         |
| Лидија Пекам             | Суна          |
| Нил Сандиландс           | Коро          |
| Ека Дарвил               | Силва         |
| Рас Самјуел Велд А’абзги | Муња          |
| Дичен Лакман             | Корина        |